# John Wall
Johnathan Hildred Wall (ur. 6 września 1990 w Raleigh) – amerykański koszykarz występujący na pozycji rozgrywającego.
W 2009 John Wall był już uznawany za najlepszego koszykarza na pozycji rozgrywającego ze wszystkich graczy ze szkół średnich. Portal Rivals.com sklasyfikował go na 1. miejscu w rankingu największych talentów rozgrywających ostatni sezon w lidze NCAA. W podobnych klasyfikacjach zajął 2. lokatę na portalu Scout.com i 5. w ESPNU100.
W szkole wyższej Wall poprowadził swój zespół – Word of God Christian Academy – do finału stanu Karolina Północna. W meczu finałowym przegrał jednak z United Faith Christian Academy 56-53. Wall zdobył w meczu 11 punktów.
Jego kolejnym przystankiem w sportowej karierze był University of Kentucky, gdzie grał w drużynie uniwersyteckiej Kentucky Wildcats. 24 czerwca został wybrany z pierwszym numerem draftu 2010 przez Washington Wizards.
Uczestnik All-Star Weekend 2011, podczas którego został wybrany MVP Rookie Challenge. Po sezonie został wybrany do pierwszej piątki debiutantów NBA. Zajął też drugie miejsce w głosowaniu na debiutanta roku NBA.
2 grudnia 2020 trafił w wyniku wymiany do Houston Rockets. 8 lipca 2022 został zawodnikiem Los Angeles Clippers. 9 lutego 2023 został wytransferowany do byłego klubu Houston Rockets. Trzy dni później został zwolniony.

## Osiągnięcia

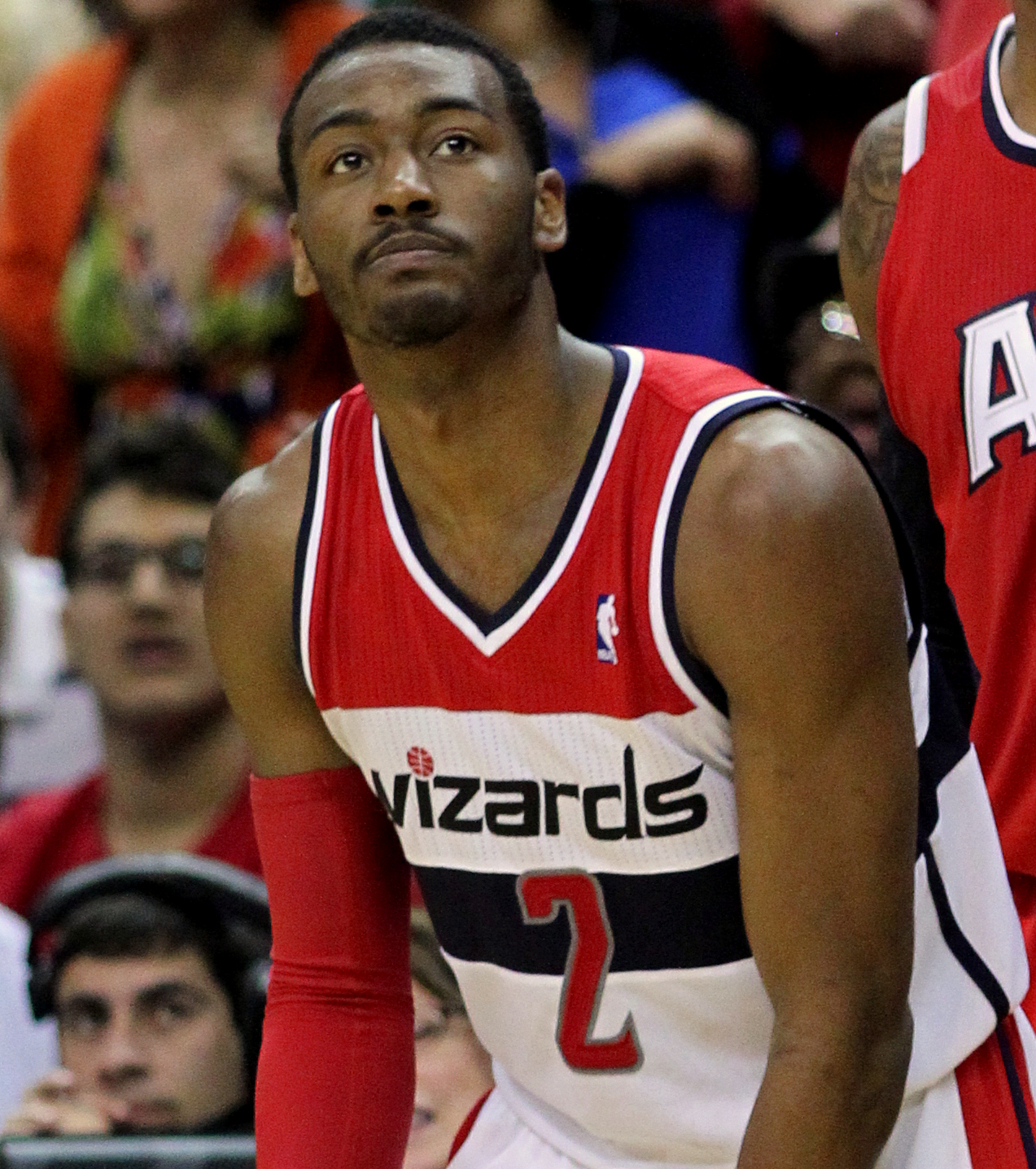
Wall podczas spotkania z Atlantą Hawks (marzec 2012).

Stan na 13 lutego 2023, na podstawie, o ile nie zaznaczono inaczej.

### NCAA
- Uczestnik rozgrywek Elite Eight turnieju NCAA (2010)
- Mistrz:
  - turnieju konferencji Southeastern (SEC – 2010)
  - sezonu regularnego konferencji SEC (2010)
- Zawodnik roku:
  - NCAA – Adolph Rupp Trophy (2010)[10]
  - konferencji SEC (2010)[11]
- Najlepszy pierwszoroczny zawodnik:
  - NCAA według United States Basketball Writers Association (2010)[12]
  - konferencji SEC (2010)[13]
- MVP turnieju:
  - SEC (2010)[14]
  - Cancun Challenge Riviera Division (2010)
- Zaliczony do:
  - I składu:
    - All-American (2010)
    - SEC (2010)
    - debiutantów SEC (2010)
    - turnieju SEC (2010)

### NBA
- MVP:
  - Rising Stars Challenge (2011)
  - letniej ligi NBA (2010)
- Zaliczony do:
  - I składu:
    - debiutantów NBA (2011)[15]
    - letniej ligi NBA (2010)

  - II składu defensywnego NBA (2015)[16]
  - III składu NBA (2017)
- Wielokrotnie powoływany do udziału w meczu gwiazd NBA (2014, 2015, 2016, 2017, 2018[a])
- Uczestnik:
  - Rising Stars Challenge (2011, 2012)
  - konkursu Skills Challenge (2011, 2012, 2017)[19]
- Zwycięzca konkursu wsadów NBA (2014)
- Lider play-off w średniej asyst (2015)[20]
- Zawodnik:
  - miesiąca konferencji wschodniej NBA (grudzień 2015, 2016)
  - tygodnia konferencji wschodniej NBA (18.03.2013, 25.11.2013, 3.03.2014, 15.12.2014, 18.01.2016, 2.01.2017)
- Debiutant miesiąca NBA (styczeń–kwiecień 2011)

## Statystyki
Stan na koniec sezonu 2023/24, na podstawie.

### Sezon regularny
| Sezon   | Drużyna       | M   | S5  | MPG  | FG%   | 3P%   | FT%   | RPG | APG  | SPG | BPG | PPG  |
| ------- | ------------- | --- | --- | ---- | ----- | ----- | ----- | --- | ---- | --- | --- | ---- |
| 2010/11 | Washington    | 69  | 64  | 37,8 | 40,9% | 29,6% | 76,6% | 4,6 | 8,3  | 1,8 | 0,5 | 16,4 |
| 2011/12 | Washington    | 66  | 66  | 36,2 | 42,3% | 7,1%  | 78,9% | 4,5 | 8,0  | 1,4 | 0,9 | 16,3 |
| 2012/13 | Washington    | 49  | 42  | 32,7 | 44,1% | 26,7% | 80,4% | 4,0 | 7,6  | 1,3 | 0,8 | 18,5 |
| 2013/14 | Washington    | 82  | 82  | 36,3 | 43,3% | 35,1% | 80,5% | 4,1 | 8,8  | 1,8 | 0,5 | 19,3 |
| 2014/15 | Washington    | 79  | 79  | 35,9 | 44,5% | 30,0% | 78,5% | 4,6 | 10,0 | 1,7 | 0,6 | 17,6 |
| 2015/16 | Washington    | 77  | 77  | 36,2 | 42,4% | 35,1% | 79,1% | 4,9 | 10,2 | 1,9 | 0,8 | 19,9 |
| 2016/17 | Washington    | 78  | 78  | 36,4 | 45,1% | 32,7% | 80,1% | 4,2 | 10,7 | 2,0 | 0,6 | 23,1 |
| 2017/18 | Washington    | 41  | 41  | 34,4 | 42,0% | 37,1% | 72,6% | 3,7 | 9,6  | 1,4 | 1,1 | 19,4 |
| 2018/19 | Washington    | 32  | 32  | 34,5 | 44,4% | 30,2% | 69,7% | 3,6 | 8,7  | 1,5 | 0,9 | 20,7 |
| 2020/21 | Houston       | 40  | 40  | 32,2 | 40,4% | 31,7% | 74,9% | 3,2 | 6,9  | 1,1 | 0,8 | 20,6 |
| 2022/23 | L.A. Clippers | 34  | 3   | 22,2 | 40,8% | 30,3% | 68,1% | 2,7 | 5,2  | 0,8 | 0,4 | 11,4 |
| Razem   |               | 647 | 604 | 34,9 | 43,0% | 32,2% | 77,6% | 4,2 | 8,9  | 1,6 | 0,7 | 18,7 |

### Play-offy
| Sezon | Drużyna    | M  | S5 | MPG  | FG%   | 3P%   | FT%   | RPG | APG  | SPG | BPG | PPG  |
| ----- | ---------- | -- | -- | ---- | ----- | ----- | ----- | --- | ---- | --- | --- | ---- |
| 2014  | Washington | 11 | 11 | 38,2 | 36,6% | 21,9% | 76,5% | 4,0 | 7,1  | 1,6 | 0,7 | 16,3 |
| 2015  | Washington | 7  | 7  | 39,0 | 39,1% | 17,6% | 84,6% | 4,7 | 11,9 | 1,4 | 1,4 | 17,4 |
| 2017  | Washington | 13 | 13 | 39,0 | 45,2% | 34,4% | 83,9% | 3,7 | 10,3 | 1,7 | 1,2 | 27,2 |
| 2018  | Washington | 6  | 6  | 39,0 | 44,1% | 19,0% | 85,1% | 5,7 | 11,5 | 2,3 | 1,3 | 26,0 |
| Razem |            | 37 | 37 | 38,8 | 41,9% | 26,7% | 82,2% | 4,3 | 9,8  | 1,7 | 1,1 | 21,9 |